# Catada dolichognatha
Catada dolichognatha är en fjärilsart som beskrevs av George Francis Hampson. Catada dolichognatha ingår i släktet Catada och familjen nattflyn. Inga underarter finns listade i Catalogue of Life.